# Glenogryllacris
Glenogryllacris is een geslacht van rechtvleugeligen uit de familie Gryllacrididae. De wetenschappelijke naam van dit geslacht is voor het eerst geldig gepubliceerd in 1930 door Karny.

## Soorten
Het geslacht Glenogryllacris  is monotypisch en omvat slechts de volgende soort:
- Glenogryllacris pretiosa (Karny, 1930)